# التعليم في بلجيكا
التعليم في بلجيكا منظم وممول من طرف واحدة من المجتمعات: المتحدثة بالفلمنكية، المتحدثة بالفرنسية، والمتحدثة بالألمانية. كل مجتمع لغوي له نظام مدارس خاص به، مع وجود اختلافات صغيرة. تلعب الحكومة الفدرالية دورا محدودا، حيث تشرف بشكل مباشر سن التعليم الإجباري، وبشكل غير مباشر تمويل المجتمعات اللغوية.
تقسم المدارس لثلاث مجموعات:
- المدارس التابعة للمجتمعات.
- المدارس العمومية المدعومة، تحت إشراف المقاطعات والبلديات.
- المدارس المجانية المدعومة، تحت إشراف مؤسسات تابعة للكنيسة الكاثوليكية، وهي الأكبر من حيث عدد المدارس والتلاميذ.

التعليم في بلجيكا إلزامي من سن السادسة للثامنة عشرة، أو لغاية التخرج من المدرسة الثانوية.

## التاريخ
تاريخيا، كان هناك صراع بين مدارس الدولة والمدارس الكاثوليكية، وحول ما إذا كان يجب على الحكومة تمويل المدارس الدينية.وضع ميثاق المدرسة من عام 1958 حدا لهذا الصراع، وكان باتفاق الأحزاب الثلاث الكبرى في البلاد.
سمحت إصلاحات عام 1981 بنقل بعض من المسائل التعليمية من إشراف الحكومية الفدرالية لإشراف البلديات، وبحلول 1988، أصبح معظم هته المسائل من اختصاص البلديات. حاليا، عدد قليل من المسائل العامة مسير على مستوى وطني. وزارات التربية هي الحكومة الفلمنكية، حكومة المجتمع المتحدث بالفرنسية، وحكومة المجتمع المتحدث بالألمانية. بعض البلديات تشتمل على مدارس مسيرة من طرف مجتمعين لغويين، عادة الفلمنكي والفرنسي، أو الألماني والفرنسي. العاصمة بروكسل، مثلا، تشتمل على مدارس متحدثة بالفرنسية وأخرى بالفلمنكية.

## الأطوار التعليمية

مخطط النظام التعليمي في فلاندر.

أطوار التعليم هي نفسها في جميع المجتمعات اللغوية.
- التعليم الأساسي (بالهولندية basisonderwijs، بالفرنسية enseignement fondamental): ويتكون من:
  - تعليم ما قبل المدرسة: للأطفال دون السادسة من العمر.
  - التعليم الابتدائي: من سن السادسة للثانية عشرة.
- التعليم الثانوي: من سن الثانية عشرة للثامنة عشرة.
- التعليم العالي: في جامعة أو في مدرسة مهنية/متعددة التقنيات.

## تعليم ما قبل المدرسة (الحضانة أو الروضة)
تعليم الحضانة مجاني لكل طفل بدءا من سن العامين ونصف. لا يوجد تاريخ محدد للالتحاق بالحضانة، فالأطفال يلتحقون فور أن يبلغوا سن العامين ونصف. في الإقليم الفلامندي، هناك ستة تواريخ في العام للدخول للحضانة.
الهدف من تعليم الحضانة هو تطور مهارات الأطفال الفكرية عن طريق اللعب، وكذلك قدرتهم على التعبير عن أنفسهم، التواصل مع الغير، إبداعهم، واستقلاليتهم. لا توجد دروس رسمية أو واجبات مدرسية، حيث أن كل البرنامج يدرس في إطار اللعب.
رغم أن تعليم الحضانة ليس إلزاميا، لكن أكثر من 90% من الأطفال في سن تعليم الحضانة يلتحقون بدور الحضانة.
أغلب دور الحضانة تابعة لمدراس ابتدائية، وعادة ما تشترك الحضانة والابتدائية نفس البناية والوسائل. هناك دور حضانة متخصصة للأطفال ذوي الاحتياجات الخاصة.

## التعليم الابتدائي

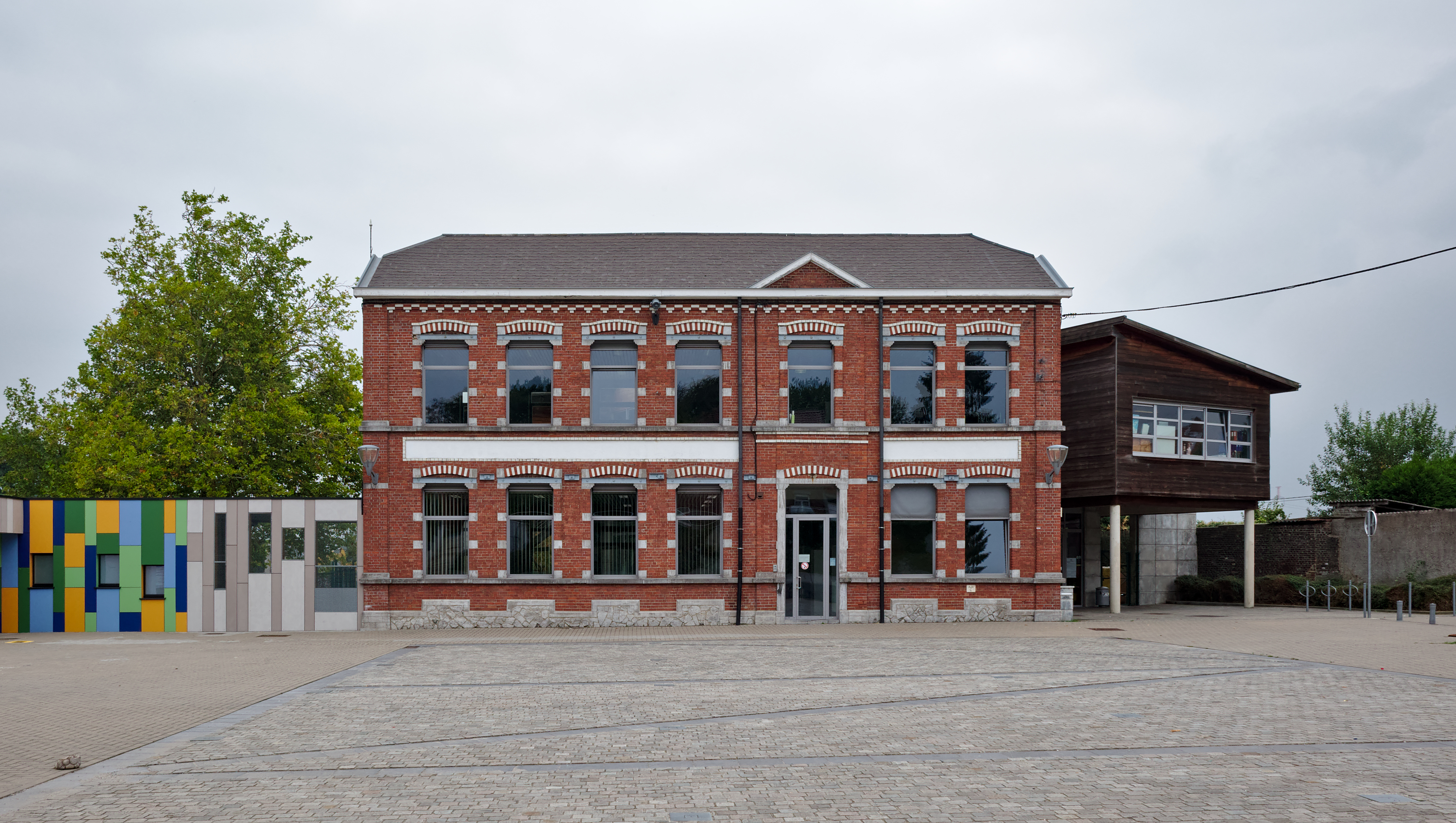
مدرسة ابتدائية في بلجيكا.

يدوم التعليم الابتدائي ستة سنوات، وهو مجاني لجميع الأطفال الذي بلغوا سن الدخول للمدرسة الابتدائية. المواد المدرسة هي عادة نفسها في جميع المدارس الابتدائية.
يقسم التعليم الابتدائي لثلاثة مراحل، وكل مرحلة تدوم عامين.
يركز منهاج التعليم الابتدائي على القراءة، الكتابة، والرياضيات (وتدرس صباحا)، وبشكل طفيف على مواد أخرى مثل علم الأحياء، الموسيقى، الدين، والتاريخ (وتدرس زوالا).
يبدأ الدوام المدرسي على 8:30 صباحا وينتهي على 15:30 زوالا. يحصل التلاميذ على استراحة الغداء من منتصف النهار لغاية 13:30 زوالا. لا توجد دراسة أيام السبت والأحد، وكذلك ما بعد منتصف النهار يوم الأربعاء.
يجب على المدارس الفلمنكية في بروكسل وكذلك في البلديات الواقعة قرب الحدود الفرنسية تقديم دروس اللغة الفرنسية بداية من السنة الأولى أو الثانية ابتدائي. تقدم أغلب المدارس الفلمنكية الأخرى دروس اللغة الفرنسية في المرحلة الثالثة من التعليم الابتدائي، مع توفرها في المرحلة الثانية ولكن بشكل غير إلزامي. يجب على المدارس الابتدائية التابعة للمجتمع الألماني كذلك تدريس اللغة الفرنسية. يجب على المدارس المتحدثة بالفرنسية تدريس لغة أخرى، وقد تكون الهولندية أو الإنجليزية حسب المؤسسة.
توجد بعض المدارس الابتدائية الخاصة، لكنها عادة موجهة للجاليات الأجنبية وأبناء الديبلوماسيين الأوروبيين، وتتمركز حول المدن الكبرى. توجد مدارس ابتدائية أخرى مختصة في تعليم الأطفال ذوي الاحتياجات الخاصة.

## التعليم الثانوي
يبدأ التلاميذ الطور الثانوي في سن الثانية عشرة بعد التخرج من المدرسة الابتدائية. يختار التلاميذ برنامجا على حسب قدراتهم واهتماماتهم.
يتكون الطور الثانوي من ثلاث مراحل، وكل مرحلة تدوم عامين.
تقدم المرحلة الأولى تعليما عاما مع اختيارات محدودة، مثل اللاتينية، الرياضيات، والتكنولوجيا. يسمح هذا للتلاميذ بتوجيه أنفسهم إلى البرنامج الأكثر مناسبة من بين الاختيارات المتوفرة في المرحلتين الثانية والثالثة. بعض المواد إجبارية بغض النظر عن البرنامج المختار، مثل اللغة الأم والرياضة.
هناك أربعة أنواع من التعليم الثانوي، وكل منها توفر مجموعة من التوجهات التي قد تختلف من مؤسسة لأخرى:
- التعليم الثانوي العام: وهو تعليم شامل جدا يدوم لست سنوات، ويحضر التلاميذ للتعليم العالي. التوجهات الموفرة هي: اللغة الإغريقية واللاتينية، اللغات الحية (الفرنسية، الهولندية، الإنجليزية، الألمانية، وأحيانا الإسبانية)، العلوم (الكيمياء، الفيزياء، علم الأحياء، والجغرافيا)، الرياضيات، الاقتصاد، والعلوم الإنسانية (علم النفس، علم الاجتماع، والإعلام).
- التعليم الثانوي التقني: وينقسم بدوره إلى نوعين: TTK والذي يركز على المواد التقنية، وSTK والذي يركز على المواد التطبيقية. يقدم كلا النوعين دروسا في الرياضيات، اللغات، التاريخ، العلوم، والجغرافيا. بعد الانتهاء من الدراسة الثانوية، تلاميذ الـSTK عادة ما يتوجهون لسوق العمل، في حين تلاميذ الـ TTK يواصلون الدراسة لسنة سابعة إضافية تسمى بسنة التخصص، أو في التعليم العالي. التخصصات المتوفرة لتلاميذ هذا النوع من التعليم العالي تضم: السياحة، الصحة، التعليم، التجارة، والاتصالات.
- التعليم الثانوي المهني: وهو تعليم جد تطبيقي ويركز على التدريب على مهنة معينة. بعد الانتهاء من الدراسة الثانوية، بإمكان التلاميذ مواصلة الدراسة لعام أو عامين إضافيين يسميان بعامي التخصص. التخصصات المتوفرة تضم النجارة، تصليح السيارات، صناعة المجوهرات، والسباكة. التعليم المهني هو النوع الوحيد من التعليم الثانوي الذي لا يسمح للتلاميذ بدخول الجامعة، إلا في حالة إكمال عامي التخصص، وحينها يحصل التلميذ على شهادة مشابهة لتلك في التعليم التقني تسمح له بمواصلة التعليم العالي.
- التعليم الثانوي الفني: ويركز على فنون الأداء والفنون المرئية. التخصصات المتوفرة تضم: رقص الباليه، التمثيل، والموسيقى. بعد التخرج من الثانوية، يتوجه التلاميذ عادة لمعاهد الموسيقى، الرقص، أو كليات الفنون.

## التعليم العالي

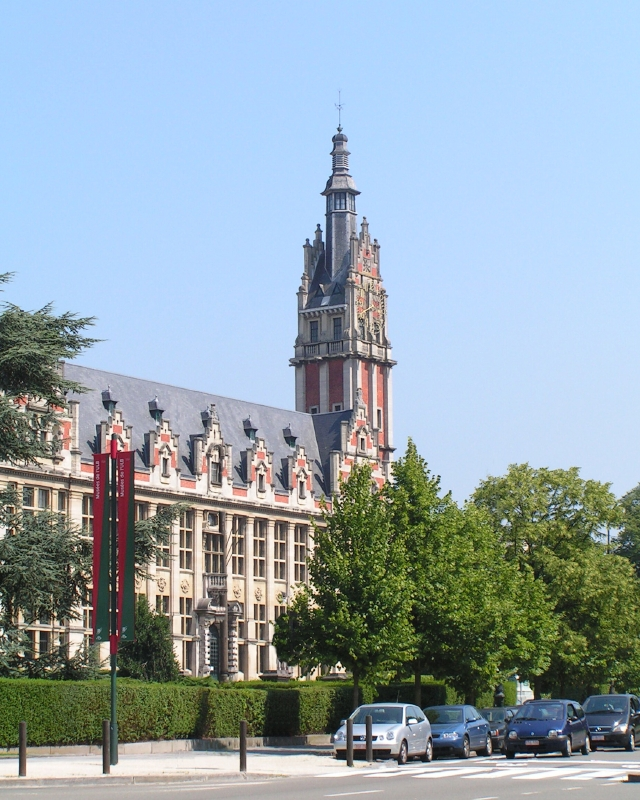
المبنى الرئيسي لجامعة بروكسل الحرة الناطقة بالفرنسية.

ينظم التعليم العالي في بلجيكا أساسا في المجتمعين الفلمنكي والفرنسي. التلاميذ من المجتمع المتحدث بالألمانية عادة ما يلتحقون بمؤسسات التعليم العالي في المجتمع الفرنسي أو في ألمانيا.
يوجد نوعين من مؤسسات التعليم العالي في المجتمع الفلمنكي: الجامعات (وعددها خمسة)، والكليات الجامعية. في المجتمع الفرنسي، يوجد كذلك نوعين من مؤسسات التعليم العالي، وهي الجامعات (وعددها ستة) والمدارس العليا.
يمكن لأي تلميذ حاصل على شهادة التعليم الثانوي الالتحاق بالجامعة، لكن هناك أربعة تخصصات بمتطلبات دخول إضافية وهي:
- الطب وجراحة الأسنان: يجب على التلاميذ إجراء امتحان قبول منظم من طرف الحكومة. تم البدأ بالعمل بهذا الامتحان خلال تسعينات القرن العشرين في المجتمع الفلمنكي، وانطلاقا من 2017 في المجتمع الفرنسي (لكن بإمكان المتحدثين بالألمانية إجراء الامتحان بلغتهم الأم). الهدف من إضافة هذا الامتحان كان التحكم في عدد الطلبة الجدد. يقيم الامتحان قدرات ومعارف التلميذ في العلوم، التفكير التجريدي، والاستعداد النفسي لمهنة الطب.
- الفنون: يجب على التلاميذ إجراء امتحانات قبول، أغلبها تطبيقي. امتحانات القبول منظمة من طرف كليات الفنون بشكل مستقل.
- علوم الهندسة: يجب على التلاميذ إجراء امتحان قبول يركز أساسا على الرياضيات. تم إلغاء هذا الامتحان في المجتمع الفلمنكي، لكن لا يزال معمولا به في المجتمع الفرنسي.
- علوم التسيير، مثل إدراة الأعمال والتسيير المالي.

رسوم التسجيل في الجامعة محددة من طرف الحكومة. مصاريف الدراسة في الجامعة تختلف حسب نوع الطالب:
- الطلاب الحاصلون على منحة دراسية: يستفيد هؤلاء الطلبة من دراسة مجانية عادة في المجتمع الفرنسي، أما في المجتمع الفلمنكي، فيدفعون بين 80 و 100 يورو.
- الطلاب الحاصلون على منحة دراسية جزئية: هؤلاء الطلبة غير مؤهلين للحصلو على منح دراسية، لكنهم من عائلات دخلها الشهري أقل من 1286.09 يورو. في المجتمع الفرنسي، يدفع الطلبة بين 333.60 و387.60 يورو، أما في المجتمع الفلمنكي، فلا يدفعون أكثر من نصف تكاليف الدراسة العادية.
- الطلاب غير حاصلون على منحة دراسية: هؤلاء الطلبة غير مؤهلين للحصول على منح دراسية، والدخل الشهري لعائلاتهم أكثر من 1286.09 يورو. في المجتمع الفرنسي، يدفع هؤلاء الطلبة حوالي 830 يورو، أما في المجتمع الفلمنكي فيدفعون بين 890 و910 يورو.[3]

تحدد المنح الدراسية المقدمة من طرف الحكومة على حسب دخل أسرة الطالب، لكنها لا تتجاوز 5,000 يورو في العام. كقاعدة عامة، المنح الدراسية غير مرتبطة بالتحصيل الدراسي للطالب، لكن الطلبة الذين يرسبون في العديد من المواد قد يخسرون منحهم الدراسية.

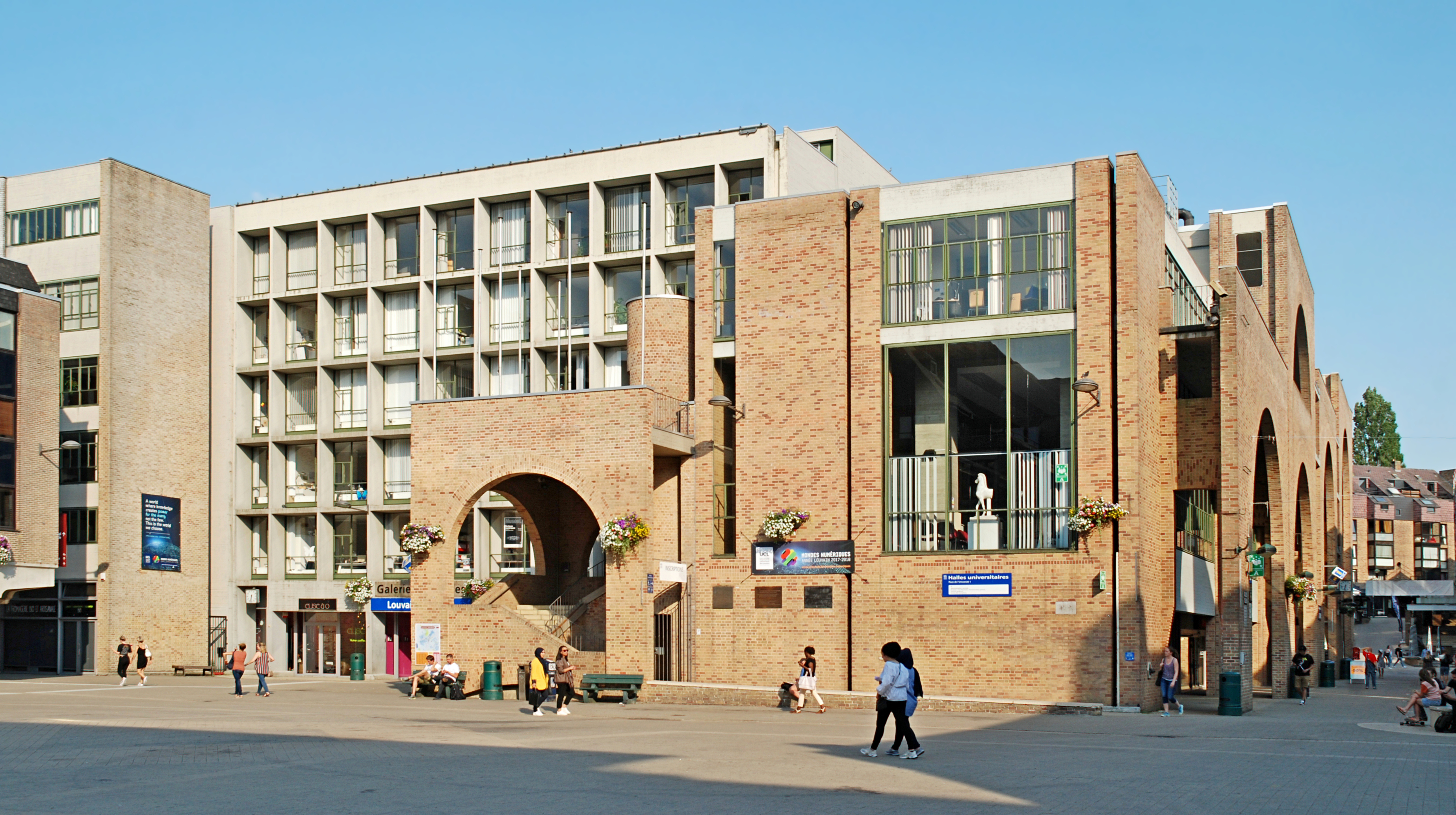
الجامعة الكاثوليكية (لوفان) أكبر جامعة متحدثة بالفرنسية في بلجيكا.

### تغييرات برنامج بولونيا
قبل تبني برنامج بولونيا، كان النظام التعليمي العالي البلجيكي يشتمل على الشهادات الآتية:
- درجة التخرج (بالهولندية gegradueerde، بالفرنسية gradué) بعد برنامج يدوم ثلاث سنوات في كلية، وله طبعة مهنية. تسمى كذلك بدرجة التعليم العالي قصير الأمد أو درجة التعليم العالي من دورة واحدة.
- درجة المترشح (بالهولندية kandidaat، بالفرنسية candidat) بعد برنامج يدوم عامين في الجامعة (ثلاث سنوات بالنسبة للتخصصات الطبية). هذه الدرجة ليست نهائية، وتقدم فقط في البرنامج طويلة الأمد أو التي تتكون من دورتين من الدراسات العليا.
- درجة الليسانس (بالهولندية licentiaat، بالفرنسية licencié) بعد برنامج يدوم عامين بعد الانتهاء من درجة التعليم العالي الأولى، أو يدوم ثلاث سنوات لتخصصات الهندسة المدنية والمحاماة، وأربع سنوات للتخصصات الطبية.
- درجة الدراسات المعمقة (بالفرنسية diplôme d'études approfondies أو DEA) بعد برنامج يدوم عامين من دراسات ما بعد التخرج. قدمت هذه الدرجة فقط من طرف الجامعات المتحدثة بالفرنسية، وتشترط درجة الليسانس قبل بداية البرنامج.

لا تعتبر الدراسات العليا منتهية لغاية الحصول على درجة الليسانس. كان يمكن للطلبة تغيير التخصص بعد الحصول على درجة المترشح. مثلا، بإمكان طالب متحصل على شهادة مترشح في الرياضيات تغيير تخصصه إلى علم الحاسوب، سنة ثالثة.
بعد تبني برنامج بولونيا، مثلما حدث في أغلب دول أوروبا، أصبح نظام التعليم العالي يقدم الشهادات الآتية:
- البكالوريوس: بعد برنامج يدوم ثلاث سنوات (ما يعادل 180 ECTS -نظام تحويل وتجميع الرصيد الأوروبي-)، وينقسم إلى ثلاثة أنواع:
  - البكالوريوس المهني: مقدم فقط من طرف الكليات، وهو معادل لشهادة التخرج السابقة.
  - بكالوريوس التخصص: ويقدم بعد دراسات تخصص إضافية بعد الحصول على شهادة البكالوريوس المهني.
  - البكالوريوس الأكاديمي: مقدم من طرف الجامعات وبعض الكليات، وهو معادل لشهادة التخرج السابقة ويسمح ببداية دراسات الماستر.
- الماستر: بعد برنامج يدوم عام أو عامين من دراسات الماستر (60 أو 120 ECTS). هناك شهادة الماستر المتخصص، والتي تلي شهادة الماستر بعد دراسات تخصص في بعض المجالات.
- الدكتوراه: بعد الحصول على شهادة الماستر، بإمكان الطلبة المتميزين متابعة مشاريع بحث تنتهي بالحصول على شهادة الدكتوراه. تقدم شهادات الدكتوراه من طرف الجامعات فقط، لكن يمكن إنجاز مذكرة الدكتوراه في الكليات أو مدارس الفنون.

## نوعية التعليم
حسب البرنامج الدولي لتقييم الطلبة، فإنه في عام 2003 أحرز التلاميذ البلجيكيون نتائج عالية نسبيا، مقارنة بباقي دول منظمة التعاون الاقتصادي والتنمية. نتائج التلاميذ المتحدثين بالهولندية أحسن بكثير من نتائج التلاميذ المتحدثين بالألمانية، والتي بدورها أحسن بكثير من نتائج التلاميذ المتحدثين بالفرنسية.
مؤشر التعليم للأمم المتحدة صنف بلجيكا في المرتبة الثامنة عشرة عالميا في عام 2011. في عام 2007 أشارت دراسة إلى أن العنف الذي يتعرض له المعلمون في المناطق الناطقة بالفرنسية يدفع العديد منهم إلى ترك مزاولة مهنة التعليم.